# Xintian
Der Kreis Xintian (新田县,  Xīntián Xiàn) ist ein Kreis, der zum Verwaltungsgebiet der bezirksfreien Stadt Yongzhou im Süden der chinesischen Provinz Hunan gehört. Er hat eine Fläche von 1.004 km² und zählt 345.500 Einwohner (Stand: Ende 2018). Sein Hauptort ist die Großgemeinde Longquan (龙泉镇).

## Administrative Gliederung
Auf Gemeindeebene setzt sich der Kreis aus sieben Großgemeinden und zwölf Gemeinden (davon eine der Yao) zusammen. 